# Sillé-le-Philippe
Sillé-le-Philippe és un municipi francès situat al departament del Sarthe i a la regió de País del Loira. L'any 2007 tenia 1.057 habitants.

## Demografia

### Població
El 2007 la població de fet de Sillé-le-Philippe era de 1.057 persones. Hi havia 415 famílies de les quals 86 eren unipersonals (43 homes vivint sols i 43 dones vivint soles), 149 parelles sense fills, 160 parelles amb fills i 20 famílies monoparentals amb fills.
La població ha evolucionat segons el següent gràfic:
Habitants censats

### Habitatges
El 2007 hi havia 474 habitatges, 421 eren l'habitatge principal de la família, 33 eren segones residències i 20 estaven desocupats. 467 eren cases i 1 era un apartament. Dels 421 habitatges principals, 354 estaven ocupats pels seus propietaris, 58 estaven llogats i ocupats pels llogaters i 9 estaven cedits a títol gratuït; 1 tenia una cambra, 14 en tenien dues, 63 en tenien tres, 114 en tenien quatre i 229 en tenien cinc o més. 325 habitatges disposaven pel capbaix d'una plaça de pàrquing. A 158 habitatges hi havia un automòbil i a 236 n'hi havia dos o més.

### Piràmide de població
La piràmide de població per edats i sexe el 2009 era:
| Homes | Edats   | Dones |
| ----- | ------- | ----- |
| 0     | 95 o +  | 0     |
| 0     | 90 a 94 | 4     |
| 0     | 85 a 89 | 0     |
| 4     | 80 a 84 | 0     |
| 12    | 75 a 79 | 28    |
| 24    | 70 a 74 | 28    |
| 12    | 65 a 69 | 32    |
| 20    | 60 a 64 | 28    |
| 8     | 55 a 59 | 8     |
| 44    | 50 a 54 | 32    |
| 28    | 45 a 49 | 12    |
| 28    | 40 a 44 | 40    |
| 32    | 35 a 39 | 32    |
| 32    | 30 a 34 | 24    |
| 24    | 25 a 29 | 44    |
| 16    | 20 a 24 | 16    |
| 24    | 15 a 19 | 28    |
| 20    | 10 a 14 | 20    |
| 32    | 5 a 9   | 40    |
| 28    | 0 a 4   | 32    |

## Economia
El 2007 la població en edat de treballar era de 689 persones, 534 eren actives i 155 eren inactives. De les 534 persones actives 510 estaven ocupades (261 homes i 249 dones) i 24 estaven aturades (5 homes i 19 dones). De les 155 persones inactives 64 estaven jubilades, 55 estaven estudiant i 36 estaven classificades com a «altres inactius».

### Ingressos
El 2009 a Sillé-le-Philippe hi havia 426 unitats fiscals que integraven 1.093,5 persones, la mediana anual d'ingressos fiscals per persona era de 18.472 €.

### Activitats econòmiques
Dels 24 establiments que hi havia el 2007, 1 era d'una empresa alimentària, 6 d'empreses de construcció, 5 d'empreses de comerç i reparació d'automòbils, 1 d'una empresa de transport, 5 d'empreses d'hostatgeria i restauració, 1 d'una empresa financera, 2 d'empreses immobiliàries, 1 d'una entitat de l'administració pública i 2 d'empreses classificades com a «altres activitats de serveis».
Dels 10 establiments de servei als particulars que hi havia el 2009, 1 era una oficina de correu, 2 paletes, 2 lampisteries, 2 electricistes, 1 perruqueria i 2 restaurants.
Dels 2 establiments comercials que hi havia el 2009, 1 era una botiga de menys de 120 m² i 1 una fleca.
L'any 2000 a Sillé-le-Philippe hi havia 23 explotacions agrícoles que ocupaven un total de 855 hectàrees.

## Equipaments sanitaris i escolars
El 2009 hi havia una escola elemental.

## Poblacions més properes
El següent diagrama mostra les poblacions més properes.